# Ельфхеа
Ельфхеа (англ. Ælfheah; бл. 953 — 19 квітня 1012) — церковний діяч англосаксонської Англії, архієпископ Кентерберійський. Відомий також як Альфеге. Католицький святий Англії.

## Життєпис
Народився близько 953 року, ймовірно, у Вестоні неподалік Бата. Замолоду став ченцем у монастирі Дірхерст, але потім переїхав до Бата, де став відлюдником. Він став відомий своєю побожністю та аскезою. За це обирається абатом Батського абатства. Разом з тим хроніст Вільям Мальмсберійський вказував, що Ельфхеа був настоятелем абатства Гластонбері, але це більшістю дослідників ставиться під сумнів. Можливо після 968 року керував Батським абатством разом з Есквігом. Залишався на посаді до 977 або 982 року.
Завдяки впливу Дунстана, архієпископа Кентерберійського 984 року був обраний єпископом Вінчестера. На новій посаді відповідав за будівництво великого органу в соборі, який було чутно з відстані понад 1600 м. Він також фундував і розширив міські церкви, пропагував культ Світуна та свого попередника єпископа Етельвольда. Також увійшов до
королівського почту, ставши одним з довірених радників Етельреда Безрадного.
994 року під час вторгнення норманів разом Етельвердом, елдорменом Східної Англії, очолював перемовини з очільником загарбників Олафом Трюгвесоном, однією з умов було прийняття християнства норманом. Цей обряд здійснив Ельфхеа. 10 вересня 996 року очолив процесію урочистого перенесення рештків Етельвольда до нової гробниці в Старому Вінчестерському соборі.
У 1006 році Ельфхеа призначено архієпископом Кентерберійський. Перевіз з собою голову Св. Світуна як реліквію. У 1007 році він поїхав до Риму, щоб отримати палій від папи Івана XVIII, але під час його подорожі був пограбований. По поверненні він пропагував культ Дунстана, наказавши написати друге «Життя Дунстана», яке Аделард Гентський склав між 1006 і 1011 роками. Також впровадив нові практики в літургію.
Ельфхеа відправив Ельфріка Ейншемського до Чернського абатства, щоб той керував монастирською школою. Він був присутній на соборі в травні 1008 року, на якому Вульфстан II, архієпископ Йоркський, проповідував свою Sermo Lupi ad Anglos («Проповідь Вовка до англійців»), критикуючи англійців за їхні моральні недоліки
Зіграв важливу роль у визнанні вітенагемотом єпископа Вульфсіга III Шерборнського святим близько 1010 року. У 1011 році дани здійснили набіг на Англію і з 8 по 29 вересня взяли в облогу Кентербері. Завдяки зраді Ельфмера (настоятелю абатства Св. Августина), чиє життя Ельфхеах колись врятував, вікінгам вдалося розграбувати місто. Кентерберійський собор було пограбовано та спалено. Ельфхеа потрапив у полон і протримався в полоні протягом 7 місяців. Зрештою відмовився дозволити викупити себе, внаслідок чого був убитий 1012 року в Гринвічі. 1078 року його було канонізовано.